# Яницький Олександр Ігорович
Олекса́ндр І́горович Яни́цький (23 грудня 1991, Носівка — 8 вересня 2022, поблизу Новомихайлівки) — військовик ЗСУ, солдат, загинув на російсько-українській війні.

## Життєпис
З 1998 року навчався в Носівському навчально-виховному комплексі «ЗНЗ-ДНЗ» І—ІІІ ступенів № 3.
До повномасштабного ворожого вторгнення працював у Києві, але потім покинув цивільну роботу та був мобілізований 2 липня 2022 до лав ЗСУ.
На військову службу потрапив на посаду стрільця-санітара 1 десантно-штурмового взводу 9 десантно-штурмової роти, 3 десантно–штурмового батальйону, військової частини А0224 — 79-ї окремої десантно-штурмової бригади.
Загинув боєць 8 вересня 2022 року під час виконання бойового завдання поблизу населеного пункту Новомихайлівка на Донеччині.
Родина: дружина Анастасія та двоє синів — 8-річний Ярослав та 3-річний Артем. Мама — Тетяна Степанівна.
Похований в Носівці на Спаському кладовищі.

## Нагорода
Орден «За мужність» III ступеня (посмертно)